# Blues for Allah
Blues for Allah je osmé studiové album skupiny Grateful Dead. Album poprvé vyšlo 1. září 1975 u Grateful Dead Records. V roce 2004 album vyšlo jako součást box setu Beyond Description (1973–1989).

## Seznam skladeb
| Strana 1 | Strana 1                                                          | Strana 1                                                   | Strana 1  |
| Pořadí   | Název                                                             | Autor                                                      | Délka     |
| -------- | ----------------------------------------------------------------- | ---------------------------------------------------------- | --------- |
| 1.       | Help on the Way“ „Slipknot!                                       | Garcia, Hunter Garcia, K. Godchaux, Kreutzmann, Lesh, Weir | 3:15 4:03 |
| 2.       | Franklin's Tower                                                  | Garcia, Kreutzmann, Hunter                                 | 4:37      |
| 3.       | King Solomon's Marbles“ „Stronger than Dirt or Milkin' the Turkey | Lesh Hart, Kreutzmann, Lesh                                | 1:55 3:25 |
| 4.       | The Music Never Stopped                                           | Weir, Barlow                                               | 4:35      |

| Strana 2       | Strana 2                                                                          | Strana 2                                                                                     | Strana 2       |
| Pořadí         | Název                                                                             | Autor                                                                                        | Délka          |
| -------------- | --------------------------------------------------------------------------------- | -------------------------------------------------------------------------------------------- | -------------- |
| 1.             | Crazy Fingers                                                                     | Garcia, Hunter                                                                               | 6:41           |
| 2.             | Sage & Spirit                                                                     | Weir                                                                                         | 3:07           |
| 3.             | Blues for Allah“ „Sand Castles & Glass Camels“ „Unusual Occurrences in the Desert | Garcia, Hunter Garcia, K. Godchaux, D. Godchaux, Hart, Kreutzmann, Lesh, Weir Garcia, Hunter | 3:21 5:26 3:48 |
| Celková délka: | Celková délka:                                                                    | Celková délka:                                                                               | 44:13          |

## Sestava

### Grateful Dead
- Jerry Garcia – kytara, zpěv
- Bob Weir – kytara, zpěv
- Keith Godchaux – klávesy, zpěv
- Donna Jean Godchaux – zpěv
- Phil Lesh – baskytara
- Bill Kreutzmann – bicí
- Mickey Hart – bicí

### Hosté
- Steven Schuster – flétna